# Кириллова, Татьяна Васильевна
Кириллова Татьяна Васильевна (1923—2006) — выдающийся языковед-диалектолог, специалист по говорам Тверского края, краевед, доктор филологических наук (1981), профессор (1983), почетный профессор (1996).

## Биография
Родилась в д. Дубково Тверского уезда (ныне Калининский район). Училась на факультете русского языка и литературы Калининского пединститута им. М. И. Калинина (окончила в 1944 году). В 1947 году окончила аспирантуру по специальности «Славяно-русское языкознание». В 1956 году в МОПИ им. Н. К. Крупской защитила диссертацию, став кандидатом филологических наук. В 1981 году защитила диссертацию на соискание ученой степени доктора филологических наук в МГУ им. М.В. Ломоносова. Ученое звание профессора кафедры русского языка присвоено в 1983 году, а в 1997 — звание Почетного профессора университета.Стаж научно-педагогической работы в ТвГУ 50 лет. Т. В. Кириллова специализировалась на исследовании говоров Тверского края. Всего с ее участие было проведено более 40 экспедиций, обследовано более 100 населенных пунктов Тверской области.

## Избранные работы
Автор 120 научных работ, в том числе следующих книг:
- «Опыт словаря говоров Калининской области» (1972)
- «Очерки по фонетике говоров Калининской области» (1975) «Развитие народных говоров в советский период» (1983)
- «Хрестоматия говоров Тверской области» (1995) «Активные процессы в фонетике народных говоров» (1988)
- «Тверской языковой регион в историко-функциональном и лингвогеографическом аспектах» (1995, в соавтор.)
- «К изучению процессов освоения литературных норм в диалектах» (1985)
- «Динамика вокализма в говорах Тверского Верхневолжья» (1992)
- «Архаические варианты наречий в тверских говорах» (1993)
- «Тверские говоры: аспекты и история изучения» (1994)
- «К изучению русско-карельских языковых отношений в Тверском регионе» (1997)
- «Некоторые особенности в тверской диалектной лексике» (1997).

С 1984 научный редактор более 10 межвузовских научных сборников, в том числе сборников:
- «Среднерусские говоры и их история» (1987) «Среднерусские говоры и памятники письменности» (1989)
- «Тверские говоры: Материалы для школьного лингвистического краеведения» (1997)[1].

Довольно обширный список ее работ приведен на сайте Тверского государственного университета.